# Lake Victoria (sjö i Australien, New South Wales)
Lake Victoria är en sjö i Australien. Den ligger i delstaten New South Wales, i den sydöstra delen av landet, omkring 920 kilometer väster om delstatshuvudstaden Sydney. Lake Victoria ligger 27 meter över havet. Arean är 109 kvadratkilometer. Den sträcker sig 13,7 kilometer i nord-sydlig riktning, och 11,1 kilometer i öst-västlig riktning.
Trakten runt Lake Victoria är nära nog obefolkad, med mindre än två invånare per kvadratkilometer. Genomsnittlig årsnederbörd är 276 millimeter. Den regnigaste månaden är februari, med i genomsnitt 57 mm nederbörd, och den torraste är oktober, med 8 mm nederbörd.